# Prästtjärnen (Ore socken, Dalarna)
Prästtjärnen är en sjö i Rättviks kommun i Dalarna och ingår i Dalälvens huvudavrinningsområde. Sjön har en area på 0,0748 kvadratkilometer och ligger 282,2 meter över havet.

## Delavrinningsområde
Prästtjärnen ingår i det delavrinningsområde (679203-147418) som SMHI kallar för Inloppet i Stora Tjädersjön. Medelhöjden är 289 meter över havet och ytan är 1,92 kvadratkilometer. Räknas de 2 avrinningsområdena uppströms in blir den ackumulerade arean 33,95 kvadratkilometer. Nöttjärnsån som avvattnar avrinningsområdet har biflödesordning 3, vilket innebär att vattnet flödar genom totalt 3 vattendrag innan det når havet efter 321 kilometer. Avrinningsområdet består mestadels av skog (90 procent). Avrinningsområdet har 0,14 kvadratkilometer vattenytor vilket ger det en sjöprocent på 7,1 procent.